# Charlotte Sarcander

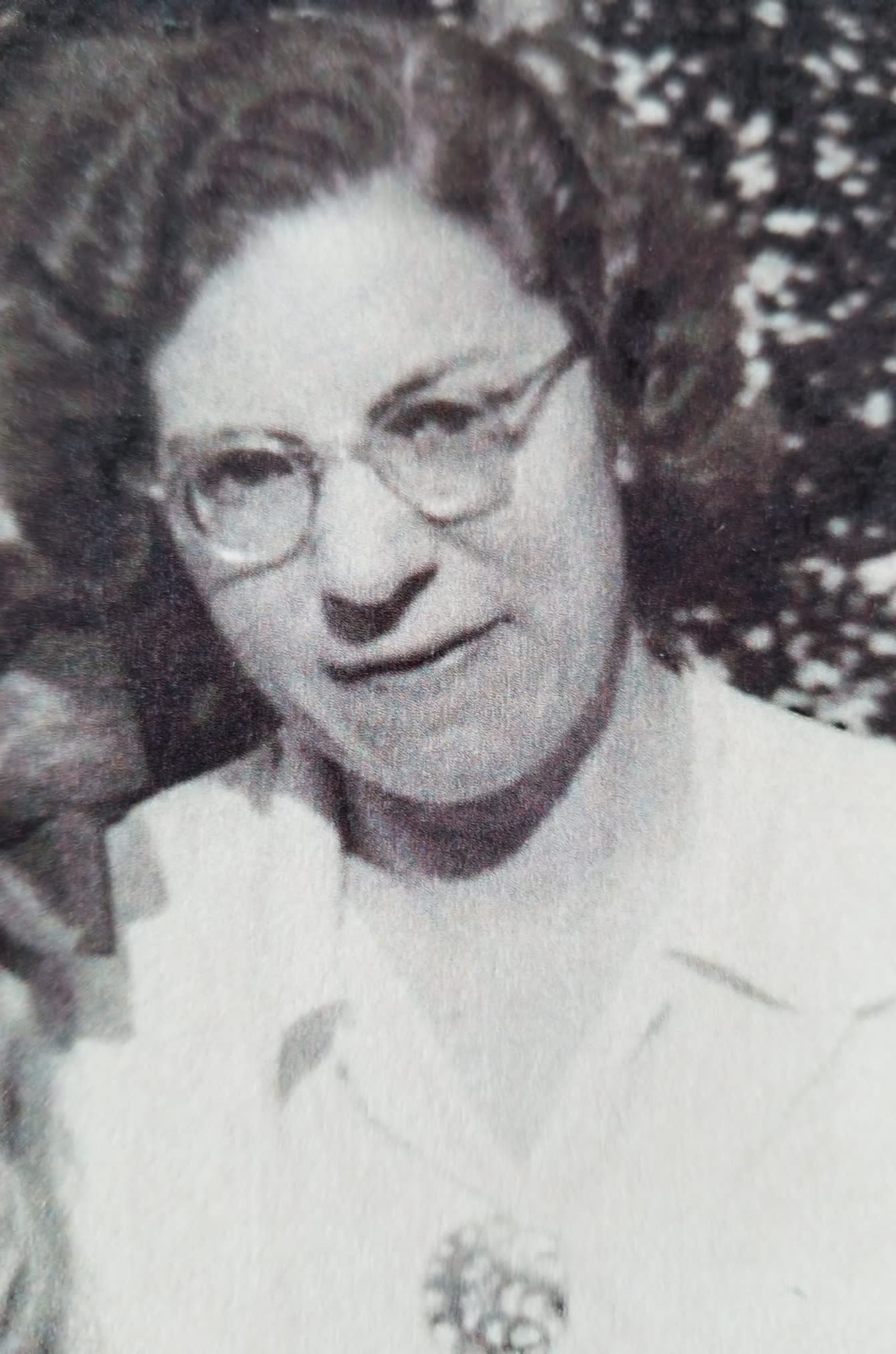
Charlotte Sarcander (um 1950)

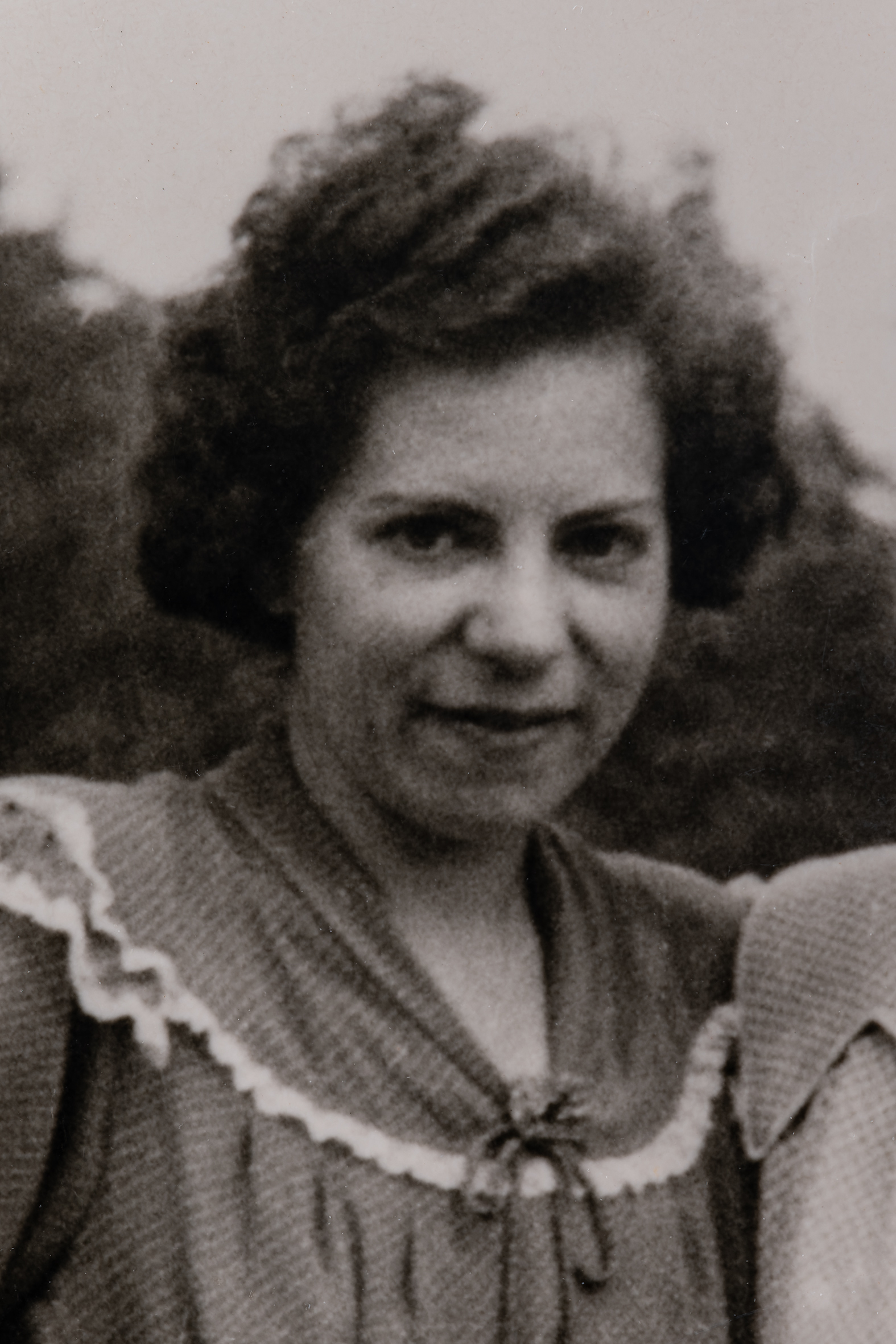
Charlotte Sarcander (um 1950)

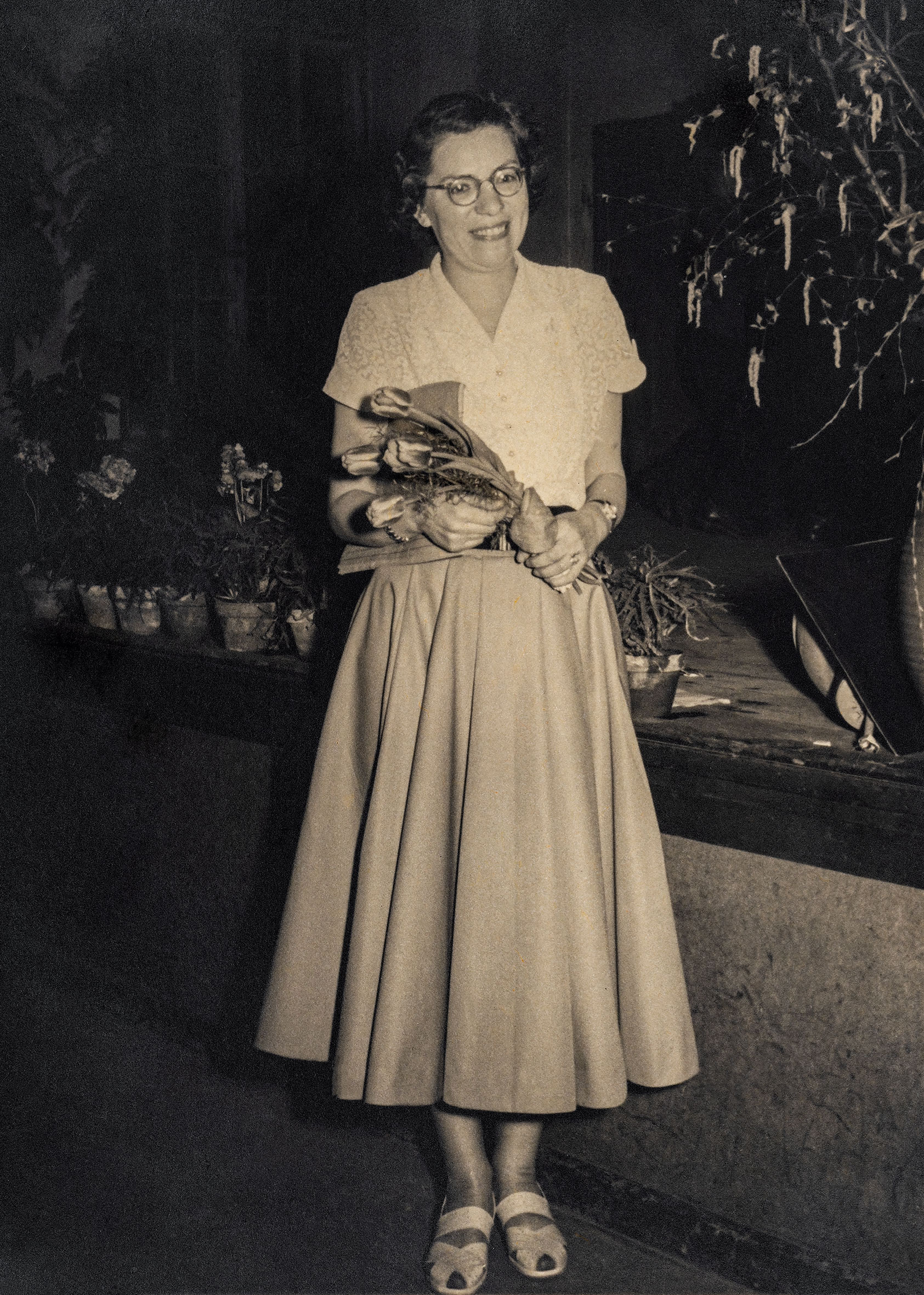
Charlotte Sarcander nach der Uraufführung ihres Theaterstücks Der Frühling streikt im Frühjahr 1953.

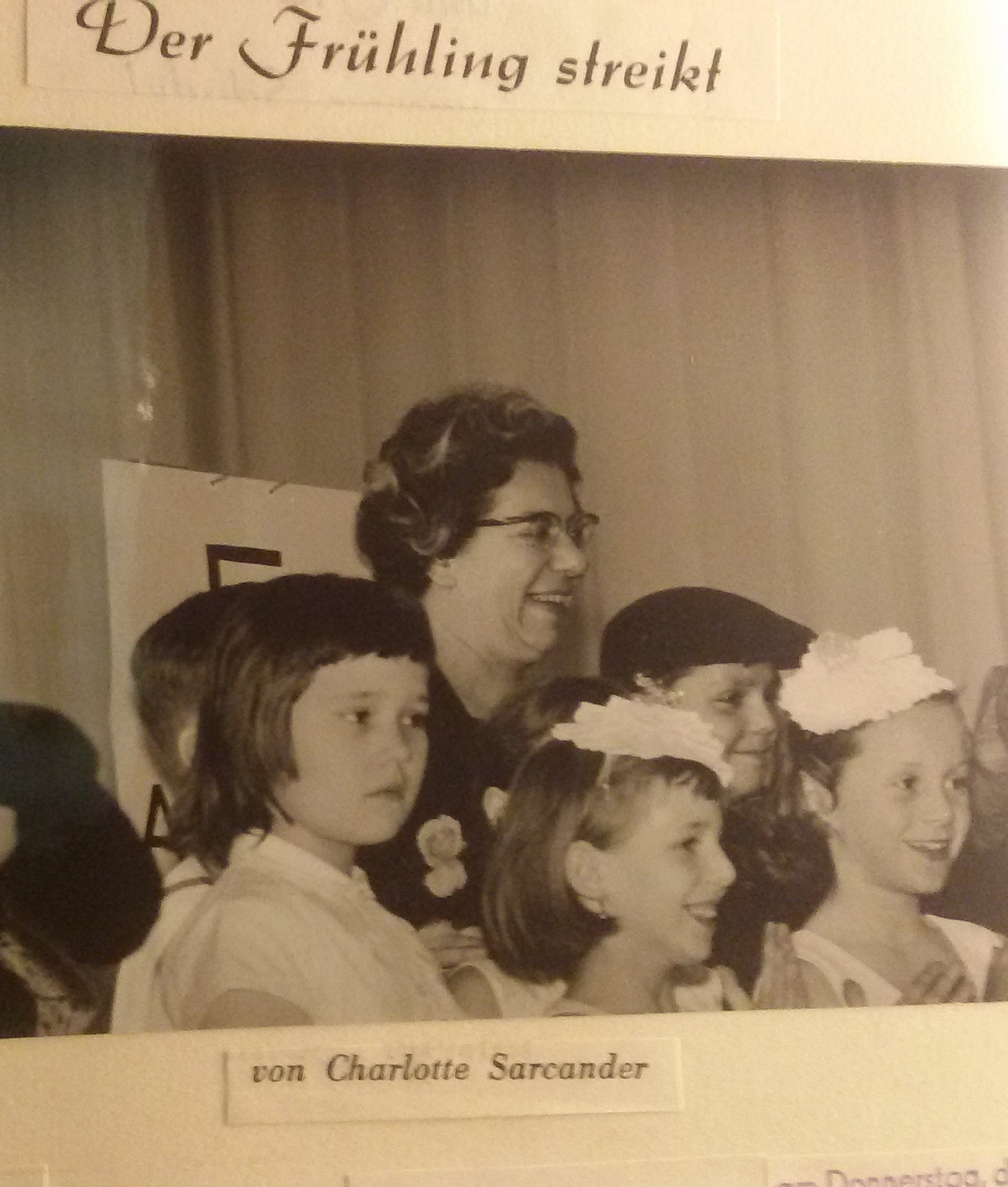
Charlotte Sarcander (in der Mitte) beim Schlussapplaus ihres Theaterstücks Der Frühling streikt im März 1965 (Foto von Heinz Woitag)

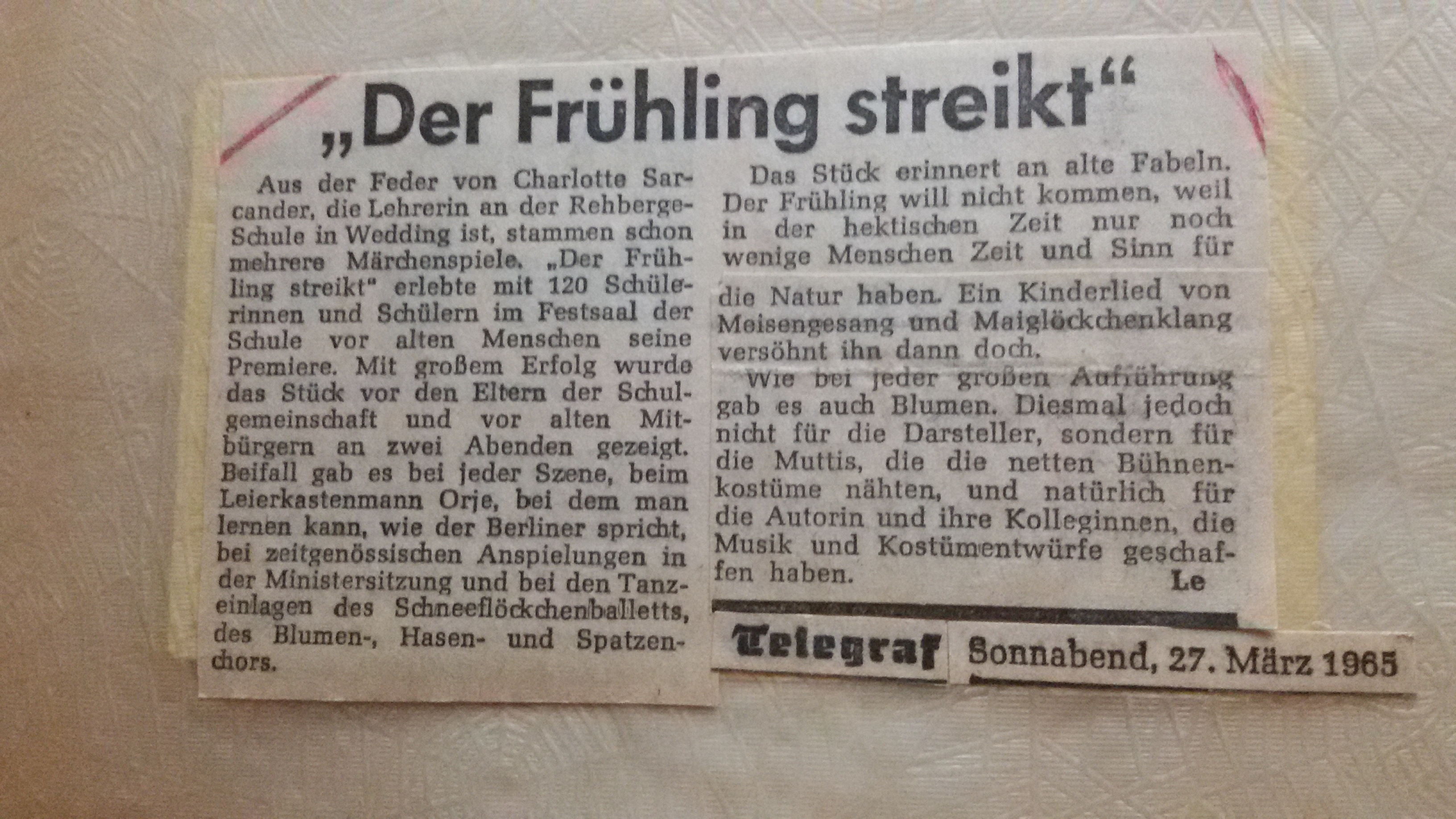
Zeitungskritik 1965

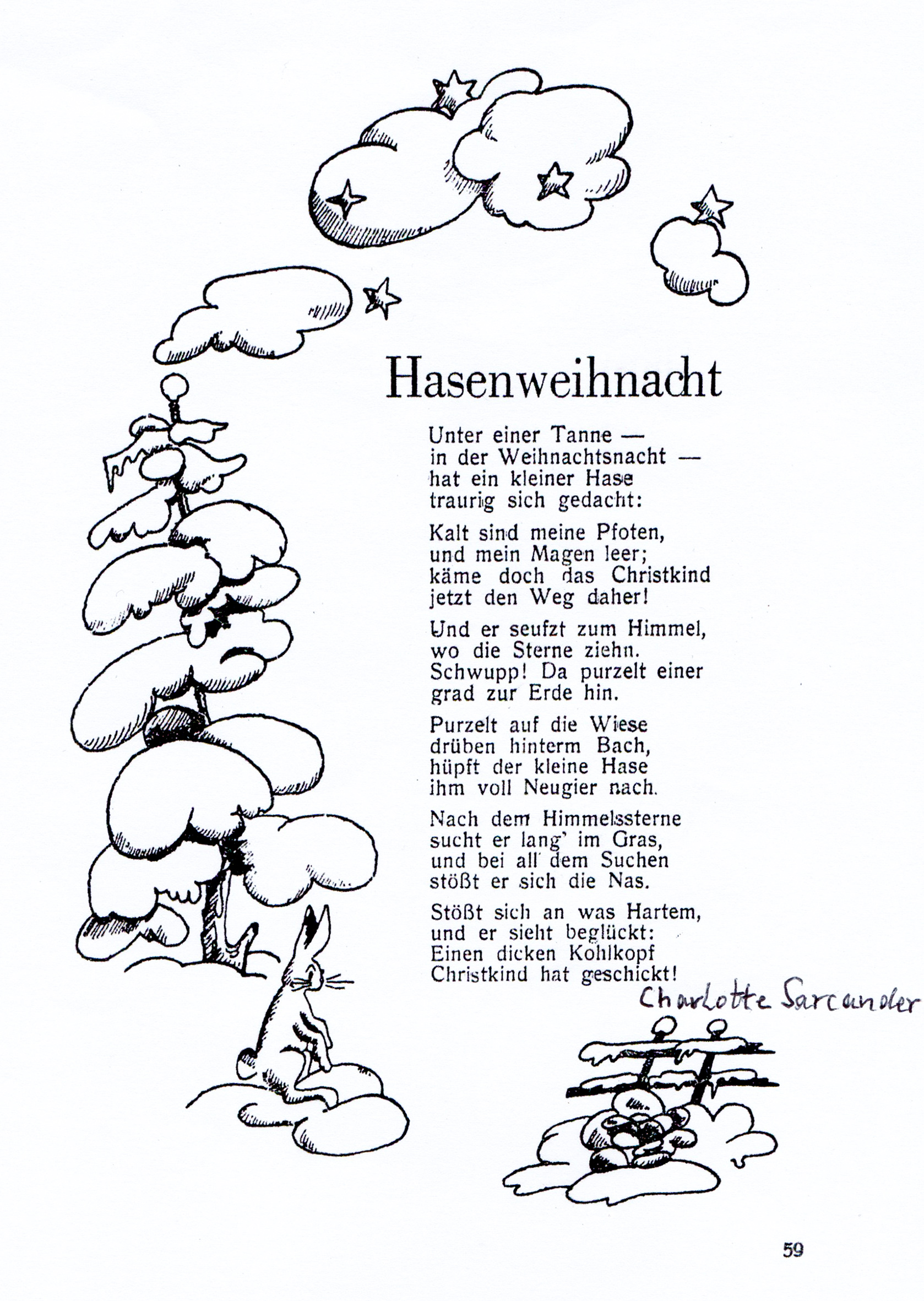
Hasenweihnacht (Gedicht von Charlotte Sarcander)

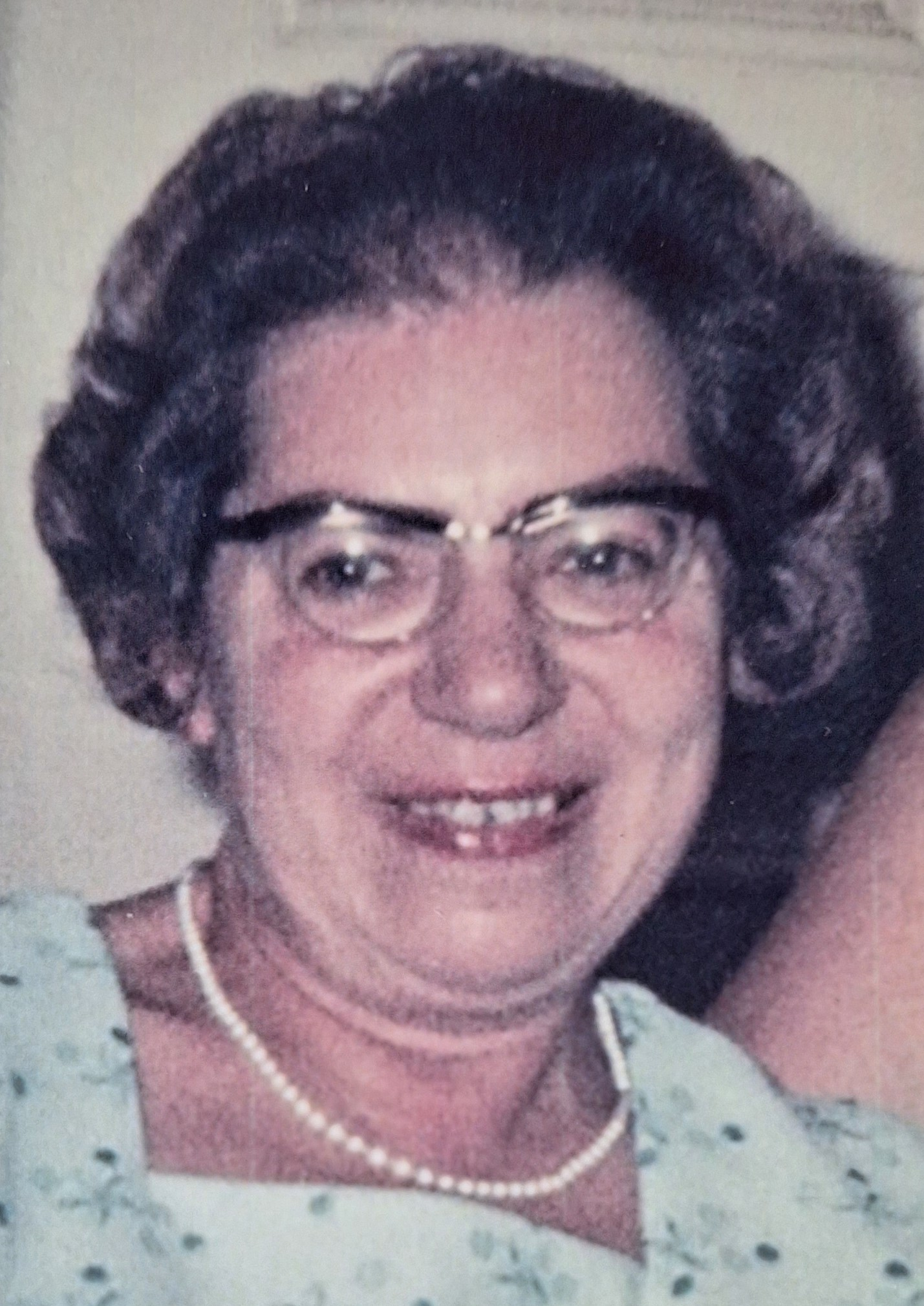
Charlotte Sarcander 1963

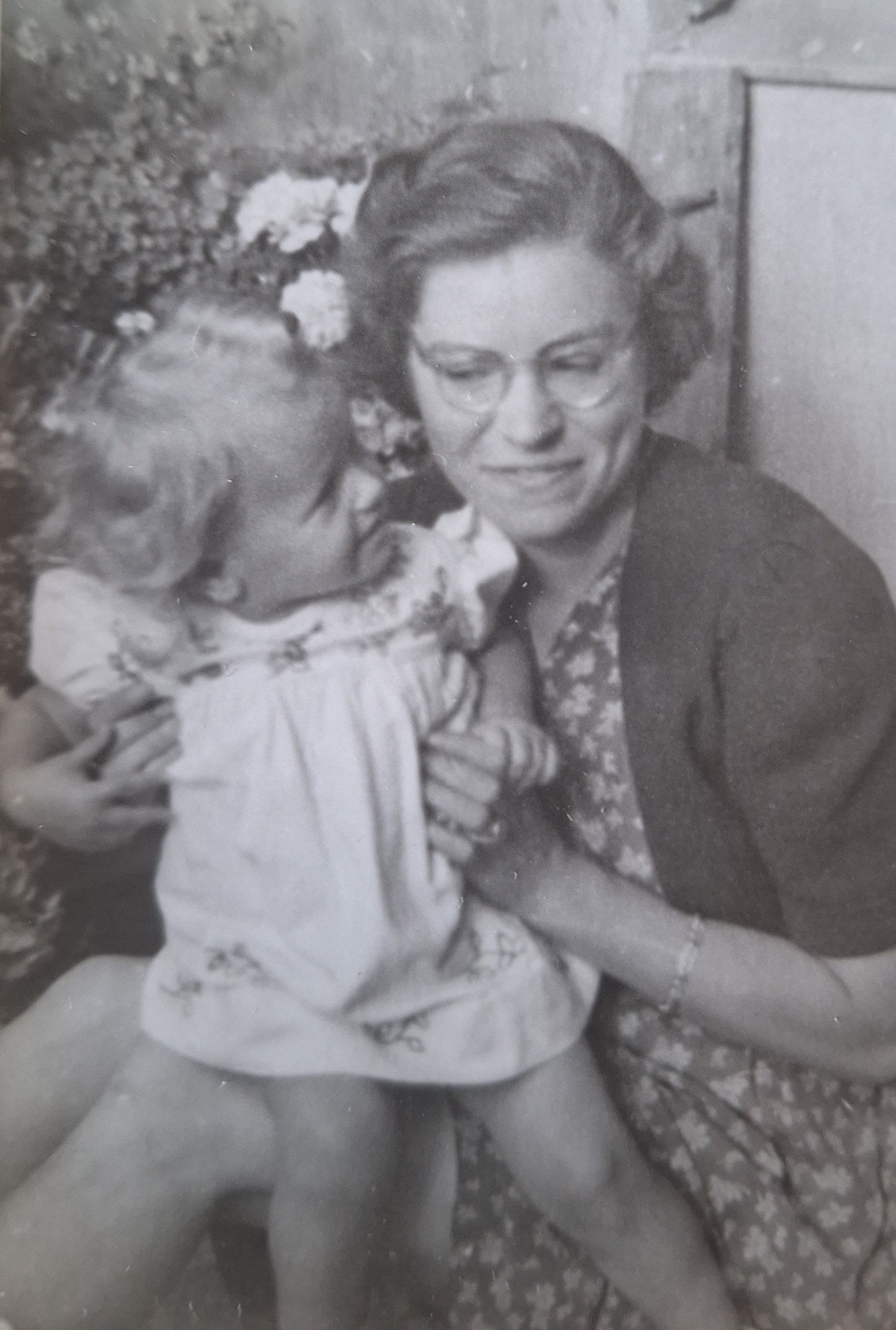
Charlotte Sarcander 1944 mit Patenkind Gudrun Barth

Charlotte Sarcander (* 25. Juli 1913 in Berlin; † 9. März 1968 ebenda) war eine deutsche Journalistin, Schriftstellerin und Lehrerin.

## Leben und Wirken
Charlotte Sarcander hat hauptsächlich Bücher, Gedichte, Geschichten und Theaterstücke für Jugendliche verfasst, die bei verschiedenen Verlagen veröffentlicht wurden.
Das von ihr geschriebene Festspiel Hunderttausend Jahre Wedding – vom Mammutzahn zur Gegenwart, das am 7. Juni 1951 im Freilichttheater Rehberge Premiere hatte, ist ein Beispiel dafür, dass sie nicht ausschließlich für Kinder geschrieben hat. Die Inszenierung lag in den Händen von Fritz Genschow, der zusammen mit Brigitte Mira, Käte Jöken-König und Werner Stock auch selbst auf der Bühne stand. Zum Frühlingsanfang 1953 fand die Premiere ihres Theaterstückes Der Frühling streikt statt, zu Weihnachten 1953 ihr Weihnachtsspiel Pfefferkuchen’s Wanderfahrt und 1954 wiederum im Freilichttheater Rehberge ihr Jubiläumsspiel Auf in die Rehberge! (25 Jahre Volkspark Rehberge) mit Musik von Karl Fritz Bolt und Siegfried Protzer. 1956 schrieb sie zusammen mit Fritz Genschow und Rolf Ulrici das Drehbuch zum Film Kalle wird Bürgermeister, der am 20. Januar 1957 im Capitol (Berlin-Dahlem) uraufgeführt wird und beim 1. Internationalen Filmfestival von Gijón 1963 (damals: Kinderfilm- und -fernsehfestival) ausgezeichnet wird.
Schon im Jahre 1952 wurde sie für ihre Verdienste um den Bezirk Wedding von Bezirksbürgermeister Walter Röber geehrt.
Charlotte Sarcander studierte in Berlin an der Lehrerbildungsanstalt (1933 umbenannt in Hochschule für Lehrerbildung); ihre Schwerpunkte waren die Fächer Deutsch und Englisch. Gemeinsam mit 2 Freundinnen und 2 Freunden startete sie 1934–1935 mit der Eisenbahn zu drei Wanderfahrten: Weihnachtsfahrt 24.–25. Dezember 1935 nach Eberswalde, Sandkrug, Kloster Chorin; Osterfahrt 21.–22. April 1935 nach Bernau, Ladeburg, Rüdnitz, Lanke; Pfingstfahrt 9.–10. Juni 1955 in die Märkische Schweiz (Strausberg, Hohenstein, Bollersdorf, Buckow). Mit zwei Kollegen (Gertrud Rutkowski, Horst Fröhlich) und einer Sekretärin, mit denen sie später zusammen an der Rehberge-Schule wirkte, unternahm sie vom 29. September bis zum 6. Oktober 1955 eine Autofahrt in den Harz (über Helmstedt und Königslutter nach Bad Harzburg, Altenau, Torfhaus, St. Andreasberg, Braunlage, Bad Lauterberg, Ravensberg, Stöberhai, Bad Sachsa, Walkenried, Zorge, Hohegeiß, Osterode, Clausthal-Zellerfeld, Bad Grund, Wildemann, Hahnenklee-Bockswiese, Goslar). Von all diesen Fahrten fertigte sie Alben mit vielen Gedichten und Liedern an, z. B.:
Ein trefflich’ Ding ist eine Uhr,

soweit sie richtig geht.

Doch nützt sie einem schließlich nur,

wenn man auch nach ihr sieht.

Fragt nur die beiden Mädel da,

die liefern den Beweis.

„Ne Viertelstund“ erst warten ja

die Jungs in Wind und Eis.

Der Zug, der ist inzwischen weg,

man weiß nicht, wie’s geschah.

Doch hat ein Bart nun auch kein’ Zweck,

das ist wohl jedem klar!

Daher stürmt man der Züge zweiten,

sitzt bald gemütlich drin,

und saust durch alle Weiten

gen Eberswalde hin.

Von da aus geht’s per Beene

mit Rucksack und Musik

ins Winterland, ins schöne.

Und richtiger Schnee hier liegt!
Seit Ende Mai 1945 wirkte Charlotte Sarcander im zerstörten Berlin-Wedding als Lehrerin an der 7. und 8. Volksschule (später 3. Grundschule und ab 1952 Gottfried-Röhl-Grundschule) in der Müllerstraße 48. Ab Eröffnung der gerade neu erbauten Rehberge-Schule in Berlin-Wedding im Jahre 1956 war sie dort als Lehrerin (u. a. Englisch) tätig. Durch ihre ausgezeichneten pädagogischen Fähigkeiten und insbesondere durch ihre einfühlsame Art, auf Kinder einzugehen, nahm sie eine Ausnahmestellung ein. Zur Einweihung der Rehberge-Schule wurde ihr Theaterstück Der Frühling streikt von Lehrern (u. a. Gert Müller, Günter Rückert, Horst Fröhlich, Heinz Woitag, Gertrud Rutkowski) und Schülern gemeinsam aufgeführt. Dasselbe Theaterstück wurde nochmals im März 1965 in der Aula der Rehberge-Schule aufgeführt – diesmal ausschließlich von den Schülern der Rehberge-Schule – 120 Kinder waren beteiligt. Die Hauptrollen wurden von den Sechstklässlern gespielt: Der Frühling (Horst Ziebell), Staatspräsident (Thomas Brunner), Prof. Dr. Dr. Klugius (Rainer Stelle), Prof. A (Joachim Schröder), Prof. B (Hans-Joachim Müller), Prof. C (Rainer Krupke). Die musikalische Leitung hatte bei allen Aufführungen Hannelore Deuckert, die Musiklehrerin (und später auch Rektorin) an der Rehberge-Schule war. Sie hat dazu auch einige Lieder selbst komponiert, z. B. zu Sarcanders Text: „Ach du liebe Zeit, Forscher eingeschneit, kalt die Ohren, kalt die Nasen, frieren wie die Osterhasen. Ach du liebe Zeit, alles ist verschneit.“ Der Frühling streikt erschien zuerst 1953 als Märchen (in Prosa) in dem Buch Jetzt fängt das schöne Frühjahr an …
Ihre Jugendbücher hat Charlotte Sarcander immer so gestaltet, dass die Kinder zum Spielen und Singen angeregt werden und darüber hinaus selbst Spiele, Lieder, Stegreifspiele oder kleine Theaterstücke erfinden sollen.
Sie hatte auch eine besondere Affinität zur Musik, denn sie spielte selbst Mandoline und ihre Gedichte wurden vertont von Rudolf Barthel (1908–1978), Gertrud Junge (1908–1994), Otto Longardt, Hannelore Deuckert (* 1923) u. a. Charlotte fing schon als Kind an, ihre Gedichte aufzuschreiben. Überliefert ist, dass sie im Sommer 1927 im Ferienlager „Kinderrepublik Seekamp“ war und dort das Seekamplied (Du und Du) schrieb, das von Rudolf Barthel vertont wurde und in Seekamp 1927 erstmals gesungen wurde.

## Privat
Charlotte Sarcander wohnte in der Kameruner Straße 47 in Berlin-Wedding. Sie war nie verheiratet und hatte keine Kinder. Deshalb wurde sie – wie damals üblich – von allen mit „Fräulein Sarcander“ angeredet. Aufgrund einer zu spät erkannten Erkrankung wurde sie mit 54 Jahren mitten aus dem Leben gerissen. Bei ihrer Beisetzung bildeten Vertreter des Bezirksamts Wedding, das Lehrerkollegium und ihre vielen Schüler einen langen Trauerzug. Charlotte Sarcander hinterließ ihre jüngere Schwester Alice mit Tochter und Enkelsohn.

## Veröffentlichte Texte (Auswahl)
- Der Kuckuck. Ein Leseheft für die Kleinen. Genehmigt für den Gebrauch in Schulen durch Control Commission for Germany (B.E.). Bearbeitet von Kathrin Schultze und Charlotte Sarcander. Pädagogischer Verlag Bertold Schulz, Berlin 1946–1951.[15]
- Lasst der Lauten Saiten klingen. Neue Jugendlieder. Zeichnungen von Christel Siede. Kompositionen von Otto Longardt. Drei-Punkte-Werbe-Verlag, Berlin 1948.[16]
- Überall Sonnenschein. Geschichten und Lieder für kleine und große Kinder. Zeichnungen von Christel Siede. Kompositionen von Otto Longardt. Buchverlag, Berlin 1948.[17]
- Heinerle, Kathreinerle und die Kräuterfee. In: Kinderland 1950. Zusammengestellt und bearbeitet von Hans und Mimi Weinberger. Verlag und Auslieferung: München 9, Oberbiberger Straße 52, S. 65.[18]
- Der kleine Klaus [Gedicht für den Monat Juli], in: Kinderland 1950. Zusammengestellt und bearbeitet von Hans und Mimi Weinberger. Verlag und Auslieferung: München 9, Oberbiberger Straße 52, S. 108.[18]
- Liebe Sonn', wach auf! Spiel zur Winter-Sonnenwende, in: Kinderland 1950. Zusammengestellt und bearbeitet von Hans und Mimi Weinberger. Verlag und Auslieferung: München 9, Oberbiberger Straße 52, S. 111.[18]
- Zigeunerweihnacht. Ein Märchenspiel. Verlag Schaffende Jugend. Manuskriptausgabe. Laienspiel. Bonn 1951.[19]
- Hans Wurzel auf Reisen. Eine fröhliche Deutschlandfahrt. Federzeichnungen von Christel Siede. Verlag Schaffende Jugend, Bonn 1952.[20]
- [zusammen mit Gertrud Junge]: Jetzt fängt das schöne Frühjahr an … Mit Zeichnungen von Christel Siede. Verlag Schaffende Jugend, Bonn 1953.[11]
- Lied der Jugend [Wir kommen daher], in: Veranstaltungsprogramm der SPD zum 1. Mai – Der Tag aller Schaffenden (Zeit und Ort: 30. April 1956, Kurfürstliches Schloss Mainz), Mainz 1956, vorletzte Seite.[21]
- Berliner Kinder. In: Bomben, Trümmer, Lucky Strikes. Die Stunde Null in bisher unbekannten Manuskripten. Hrsg.: Peter Kruse. wjs verlag, Wolf Jobst Siedler, Berlin 2004, ISBN 3-937989-00-5, S. 187.[6]
- Du und Du. In: Zeitgefühle – Wie die DDR ihre Zukunft besang. Eine Emotionsgeschichte von Juliane Brauer. transcript Verlag, Bielefeld 2020, S. 108, 171 und Inhaltsverzeichnis S. 416. ISBN 978-3-8376-5285-7[22][23]

## Vertonte Lieder (Auswahl)
- Du und Du (Seekamplied, 1927/1949, Komponist: Rudolf Barthel). In: Zeitgefühle – Wie die DDR ihre Zukunft besang. Eine Emotionsgeschichte von Juliane Brauer. transcript Verlag, Bielefeld 2020, S. 108, 171 und Inhaltsverzeichnis S. 416.[22][23]
- Freundschaft jedem Kind der Welt [Du und ich und alle Kinder] (Komponist: Paul Dannenberger). In: Jetzt fängt das schöne Frühjahr an .... Mit Zeichnungen von Christel Siede. Verlag Schaffende Jugend, Bonn 1953.[11]
- Weiß und fein im Feld von Schnee ein Blumenglöckchen läutet (Komponistin: Gertrud Junge). In: Jetzt fängt das schöne Frühjahr an .... Mit Zeichnungen von Christel Siede. Verlag Schaffende Jugend, Bonn 1953.[11]
- Die Sonne sagt am Walde der Erde gute Nacht (Komponist: Otto Longardt). In: Das Echo, hrsg. von Kalli Prall. Voggenreiter Verlag, Bad Godesberg 1955. In: Wir singen – Naturfreunde-Jugend Deutschlands, hrsg. von Kalli Prall. Naturfreunde-Verlag Freizeit und Wandern, Stuttgart 1957.[24]
- Frühmorgens um Fünfe, da kräht schon der Hahn (Komponist: Otto Longardt). In: Kalli Prall (Hrsg.): Das Echo. Voggenreiter Verlag, Bad Godesberg 1955. In: Kalli Prall (Hrsg.): Wir singen – Naturfreunde-Jugend Deutschlands. Naturfreunde-Verlag Freizeit und Wandern, Stuttgart 1957.[24]
- Ach du liebe Zeit, Forscher eingeschneit (Komponistin: Hannelore Deuckert).